# Andrian Duschew
Andrian Pawlow Duschew (bulgarisch Андриан Павлов Душев; * 6. Juni 1970 in Sofia) ist ein ehemaliger bulgarischer Kanute.

## Erfolge
Andrian Duschew nahm an den Olympischen Spielen 1996 in Atlanta im Zweier-Kajak mit Milko Kasanow in zwei Wettbewerben an. Über 500 Meter belegten sie im Vorlauf zunächst nur den sechsten Platz, gewannen dann aber ihren Hoffnungslauf. Im Halbfinale qualifizierten sie sich als Dritte für den Endlauf, den sie auf dem achten Platz beendeten. Auf der 1000-Meter-Strecke erreichten sie nach dritten Plätzen in den Vor- und Halbfinalläufen ebenfalls das Finale. Nach 3:11,206 Minuten überquerten sie hinter den siegreichen Italienern Antonio Rossi und Daniele Scarpa sowie den Deutschen Kay Bluhm und Torsten Gutsche ein weiteres Mal als Dritte die Ziellinie und sicherten sich so den Gewinn der Bronzemedaille.
Bereits 1989 gewann Duschew bei den Weltmeisterschaften in Plowdiw die Bronzemedaille im Vierer-Kajak über 500 Meter. An selber Stelle wurde er bei den Europameisterschaften 1997 auch im Zweier-Kajak über 1000 Meter mit Milko Kasanow Dritter. 1999 wurde er in Zagreb im Vierer-Kajak sowohl über 500 Meter als auch über 1000 Meter Vizeeuropameister. Bei den Europameisterschaften 2000 in Posen belegte er im Vierer-Kajak über 1000 Meter den dritten Platz.
Duschew ist mit der ungarischen Kanutin Natasa Janics verheiratet.